# Ребрий, Сергей Николаевич
Серге́й Никола́евич Ре́брий (род. 1959) — актёр Норильского Заполярного театра драмы имени Вл. Маяковского, заслуженный артист Российской Федерации (2002).

## Биография
Родился 29 июня 1959 года в Жданове. В 1989 году окончил Казанское театральное училище и в том же году поступил на работу в Норильский Заполярный драмтеатр им. Вл. Маяковского, где первоначально занимал должность актёра второй категории.
 В театре им сыграно более тридцати ролей, ныне — ведущий мастер сцены.
Журнал «Театральная жизнь» в 1998 году писал о Ребрии: «Встреча с такой органичностью, с такой глубиной, с такой лёгкостью актёрского дыхания случается не часто».

### Семья
- Супруга Лариса, работает в Норильском драмтеатре

- сын, с детства увлекается футболом

## Роли
- «HAMLET/mousetrap» У. Шекспира — Клавдий, Призрак
- «А этот выпал из гнезда…» Д. Вассермана (по роману Кена Кизи «Пролетая над гнездом кукушки») — Макмёрфи
- «Вишнёвый сад» А. Чехова — Лопахин
- «Два вечера в весёлом доме» — Платонов, доктор, бакалейщик, актёр, обер-кондуктор
- «Два старых краба с нежным панцирем» — Герман Льюис
- «Жди меня… и я вернусь»
- «…Забыть Герострата!» Г. Горина — Тиссаферн
- «Кабала святош» М. Булгакова — Мольер
- «Как солдат Иван Чонкин самолёт сторожил» — Чонкин
- «Кин IV» Г. Горина — Соломон
- «Конкурс» А. Галина — Василий Бок
- «Королевские игры» Г. Горина — слуга
- «Любоff» — Милт Менвил
- «Мистификатор» И. Гаручава и П. Хотяновского  — Георг
- «Мой бедный Марат» А. Арбузова — Марат
- «Недоросль» Д. Фонвизина — Митрофанушка
- «Обломов OFF» (по мотивам романа И. Гончарова) — Андрей Иванович Штольц
- «Очень простая история» М. Ладо — Пёс Крепыш
- «Папа» Ф. Зеллера — Андре
- «Пока она умирала» — Игорь
- «Свои люди — сочтёмся» А. Островского — Рисположенский
- «Сильвия» — Грег
- «Сирано де Бержерак» Э. Ростана — Сирано де Бержерак
- «Скупой» Ж.-Б. Мольера — Гарпагон
- «Сладкоголосая птица юности» Т. Уильямса — Босс Финли
- «Слишком женатый таксист» Р. Куни — Джон Смит
- «Татарин маленький» А. Пояркова— Семён Петрович
- «Укрощение строптивой» У. Шекспира — Петруччо
- «Шут Балакирев» Г. Горина — князь Меньшиков
- «Школа с театральным уклоном» — Серж
- «Чума на оба ваши дома» Г. Горина — Самсон

## Награды и премии
- Премия имени Веры Редлих на межрегиональном фестивале «Сибирский транзит» (2001) — за творческие достижения в сезоне 2000—2001 годов
- Красноярский краевой приз «Наследие» в номинации «Актёрское мастерство»
- Неоднократно получал премию «За лучшую мужскую роль» на Красноярских краевых фестивалях «Театральная весна»
- Указом № 421 от 27 апреля 2002 году Сергею Ребрию присвоено звание Заслуженный артист Российской Федерации[2]
- Знак отличия «За профессиональное мастерство в области культуры» (2008)
- Медаль ордена «За заслуги перед Отечеством» 2-й степени (2009)[источник не указан 1905 дней]
- Медаль ордена «За заслуги перед Отечеством» 1-й степени (2020)[3].